# Saarijärvi (Gällivare socken, Lappland, 743810-171905)
Saarijärvi är en sjö i Gällivare kommun i Lappland och ingår i Råneälvens huvudavrinningsområde. Saarijärvi ligger i Råneälven Natura 2000-område.